# 山田昇
山田 昇（やまだ のぼる、1950年〈昭和25年〉2月9日 - 1989年〈平成元年〉2月24日）は、日本のヒマラヤ登山家。8000メートル峰14座のうち9座に12回登頂。
小惑星(4807) Noboruは山田昇に因んで命名された。

## 概要
1950年2月9日、群馬県沼田市に生まれる。1965年、群馬県立沼田高等学校入学、2年時より山岳部に所属。1968年、同校卒業、沼田山岳会に入会。
1969年、群馬県立前橋職業訓練校卒業、川崎市の池貝鉄鋼に入社。1976年退職。群馬県に戻り、木材店や自動車会社などに勤務しながら、沼田山岳会での活動を続ける。
1978年、ダウラギリに登頂して以降、世界の高峰に次々と登頂する。8000メートル峰14座のうち9座に12回登頂（うち5座は無酸素登頂）、その多くを冬季や未踏の難ルートからの登攀で達成した。8000メートル峰9座登頂は、名塚秀二、田辺治、近藤和美と共に、全14座達成の竹内洋岳、石川直樹、渡邊直子に次ぐ日本人4位の記録。
1989年、冬季マッキンリー登攀中に遭難死した。1989年当時、8000m峰14座を完登していた登山家は、1986年秋に達成したラインホルト・メスナー（42歳・イタリア）と、翌1987年秋に達成したイェジ・ククチカ（39歳・ポーランド）のみで、山田昇は9座登頂で世界3番手につけていた。

「オーロラの詩」の碑

## 略歴
- 1950年2月9日 - 群馬県沼田市に生まれる。
- 1962年3月31日 - 沼田市立利南東小学校卒業。
- 1965年3月31日 - 沼田市立利南中学校卒業。
- 1968年3月31日 - 群馬県立沼田高等学校を卒業。高校2年時に山岳部に所属、高校卒業後に沼田山岳会に入会。
- 1969年3月31日 - 群馬県立前橋職業訓練校電気科卒業。
- 1969年4月1日 - 電気工事士として川崎市内の株式会社池貝鉄鋼に入社。小西政継の山学同志会に入会。
- 1970年 - 沼田山岳会に復帰。
- 1975年 - 群馬県山岳連盟海外登山研究会入会、ラトック山群にトレッキングに赴く。
- 1976年 - 谷川スキーで大腿骨骨折。
- 1976年6月 - 池貝鉄鋼を退職。
- 1978年10月21日 - ダウラギリI峰[南東稜](未踏ルート/8,167m/ネパール)初登頂。小暮勝義ら4隊員が遭難死。(群馬県山岳連盟隊:宮崎勉,宇部明,谷弘行,山田昇,鈴木茂)
- 1980年10月2日 - ケダルナートドーム(6,831m/インド)登頂(山田昇,尾形好雄,田部井淳子)。
- 1981年5月9日 - カンチェンジュンガ主峰(8,586m/ネパール)登頂(山田昇,藤倉和美,片岡邦夫,鈴木茂)[5]。
- 1981年10月10日 - ランタンリ（英語版）(未踏峰/7,239m/ネパール)初登頂(日本ヒマラヤ山岳協会隊:山田昇,植松秀之)。
- 1982年10月18日 - ダウラギリI峰[北壁](未踏ルート/8,167m/ネパール)初登頂(山田昇,小松幸三,斉藤安平)。
- 1982年冬 - マナスルで隊員1名が遭難し、登頂を断念。
- 1983年10月9日 - ローツェ[西壁](8,516m/ネパール)登頂(山田昇,高橋和之)。
- 1983年12月16日 - エベレスト[南東稜](8,848m/ネパール)登頂(山田昇,尾崎隆,村上和也)。
- 1984年春 - 結婚。
- 1984年9月14日 - マモストンカンリ（英語版）(未踏峰/7,543m/インド)初登頂(日本インド合同カラコルム登山隊:山田昇,尾形好雄)。
- 1984年12月 - アンナプルナI峰[南壁]登頂失敗。落石により怪我を負う[6]。
- 1985年7月24日 - K2[南東稜](8,611m/パキスタン)無酸素登頂(山田昇,吉田憲司,村上和也)。
- 1985年11月3日 - エベレスト[東南稜](8,848m/ネパール)無酸素登頂。(映画『植村直己物語』撮影隊:八木原圀明,山田昇,阿久津悦夫,木本哲,名塚秀二,三枝照雄,佐藤光由)。
- 1985年12月14日 - マナスル[ノーマルルート](8,163m/ネパール)無酸素登頂(山田昇,斉藤安平)。
- 1986年夏 - モンブラン(4,810m/フランス)登頂。
- 1986年冬 - マカルー(8,463m/ネパール)7,500mで撤退。
- 1986年 - 2年半で離婚。
- 1987年春 - マッキンリー(6,194m/アメリカ)登頂。
- 1987年12月20日 - アンナプルナI峰[南壁](8,091m/ネパール)登頂(山田昇,斉藤安平,小林俊之,三枝照雄)。下山途中、小林・斉藤が滑落死[7]。
- 1988年5月5日 - エベレスト[東南稜](8,848m/ネパール)登頂。(チョモランマ・サガルマータ三国合同交差縦走隊:山田昇<日本>,ツェリン・ドルジ<中国>,アン・ハクパ<ネパール>,TV隊員:山本宗彦,中村進,三枝照雄)。このときの様子は日本テレビ『チョモランマがそこにある!』で生中継された[8]
- 1988年6月10日 - マッキンリー(6,194m/アメリカ)登頂。パーティは違うものの田部井淳子(及び北村、真島)とBCまで行動を共にしている[9]。
- 1988年7月 - モンブラン(4,807m/フランス)などを登頂。
- 1988年9月5日 - アコンカグア(6,959m/アルゼンチン)登頂(山田昇,大西宏)。
- 1988年9月16日 - キリマンジャロ(5,895m/タンザニア)登頂。
- 1988年10月24日 - シシャパンマ(8,027m/チベット)無酸素登頂(日本ヒマラヤ協会隊:山田昇,三枝照雄,山本篤,清水修)[10]。
- 1988年11月6日 - チョ・オユー(8,188m/チベット)無酸素登頂(日本ヒマラヤ協会隊:山田昇,三枝照雄,山本篤,清水修)[10]。シシャパンマ、チョ・オユーの連続登頂。
- 1989年2月7日 - モンブラン(4,810m/フランス)冬季単独登頂。
- 1989年2月16日 - 小松幸三、三枝照雄と3人でマッキンリー(6,194m/アメリカ)へのアタックを開始。
  - 2月20日 - アタックキャンプに入る。
  - 2月21日-22日 - 悪天候のため、アタックキャンプにとどまる。
  - 2月23日 - 山頂に向かうが、行方不明に。3週間後に、約5200m地点でアンザイレンした3人の遺体が発見・収容される。

## エピソード
- 高校3年時に学校をサボって平標山-谷川岳の縦走を行い、1週間の停学処分となった。
- 職業訓練校卒業後、川崎市の池貝鉄工に就職。同時に小西政継率いる当時超先鋭的な山岳同志会に入るが、準会員のまま1年足らずで退会した。故郷の沼田山岳会に再入会し、毎週のように川崎から通った[11]。
- 1987年2月北京において、日本・中国・ネパールの3国首脳によって「三国友好登山」の議定書が調印された。ネパール側からとチベット側から同時に登攀を始めて、エベレストの頂上で交差してそれぞれ反対側に降りていくという計画が立案され、「チョモランマ・サガルマータ三国合同交差縦走隊」が結成された。中国側からの第1次登攀隊には山田昇（日本）、ツェリン・ドルジ（中国）、アン・ハクパ（ネパール）が選ばれ、ネパール側からの第1次登攀隊にはTVクルーの山本宗彦、中村進、三枝照雄が選ばれた。1988年5月5日、それぞれの第1次隊が登頂を目指した。この様子は日本テレビ開局35周年記念特番『チョモランマがそこにある!』で生中継されたが、山田ら縦走隊3人のペースが予想外に速かったことと、TV撮影隊員の出発・到着が大きく遅れたために、山田らは山頂で1時間も待機したが頂上で落ち合うことはできず、頂上から中継されたのはTV隊の3人だけだった[12]。第2次隊（三谷統一郎ら）も控えていたが、第1次隊が成功したと見なされて第2次隊による交差は行われなかった。その後、山田昇は短期での5大陸最高峰登頂を目指し、135日間でマッキンリー（現・デナリ）、モンブラン、アコンカグア、キリマンジャロを登頂した。

## 山田昇記念杯
- 1990年、山田昇の功績を顕彰して、武尊山において10Kgの負荷を背負って競う『山田昇記念杯登山競争大会』が設けられた（毎年9月最終日曜日開催）。2009年までに20回開催された。
- 2011年からトレイルランニングのスタイルで競う『上州武尊山スカイビュートレイル』としてリニューアルされた。
- 2014年、さらに『上州武尊山スカイビューウルトラトレイル』としてリニューアルされ、3部門（『川場村山田昇メモリアルカップ』『みなかみ町スカイビュートレイル60』『片品村スカイビュートレイル30』）に分かれて開催されている[13]。

## 山田昇ヒマラヤ資料館
1994年、群馬県沼田市久屋原町の生家のリンゴ園の一角に「山田昇ヒマラヤ資料館」が開設され、八木原圀明が館長に就任した。館内では山田の愛用した山岳装備品や写真、山田に関する山岳雑誌や新聞記事などを展示していた。しかし、来館者の減少により2024年4月に閉館し、同じく八木原が館長を務める谷川岳山岳資料館に資料は移設された。

## TV映画出演等
- 1986年6月7日 毎日放送『植村直己物語』
- 1988年5月5日 日本テレビ『開局35周年記念特番 チョモランマがそこにある!』

## 関連書籍
- 高橋和之著『ダンプさんのエベレスト日記：ローツェから厳冬のエベレストへ』(朝日新聞社,1985年) ISBN 4-02-255326-X
- 中国・日本・ネパール1988年チョモランマ/サガルマタ友好登山隊編『チョモランマ・サガルマタ1988』(読売新聞社,1989年) ISBN 4-643-88102-X
- 岩下莞爾著『テレビがチョモランマに登った』(日本テレビ放送網,1989年) ISBN 4-8203-8936-X
- 八木原圀明著『氷壁に刻む：山田昇・八木原圀明二人の登攀史』(上毛新聞社,1990年)
- 八木原圀明著『8000メートルの勇者たち：ヒマラヤニスト・山田昇とその仲間の足跡』(山と渓谷社,1990年) ISBN 978-4-635-17043-7
- マッキンリー遭難対策本部編『極北の烈風に死す:マッキンリー山田隊』(東京新聞出版局,1990年) ISBN 4-8083-0366-3
- 佐瀬稔著『残された山靴：志なかばで逝った8人の登山家の最期：佐瀬稔遺稿集』(山と渓谷社,1999年) ISBN 978-4-635-17138-0, / (ヤマケイ文庫,2010年) ISBN 978-4-635-04723-4
- 大西宏著、「大西宏の遺稿・追悼集」発行の会編『遠く高く：大西宏遺稿集』(悠々社,1993年) ISBN 4-946406-24-7